# An Van Maldeghem
An Van Maldeghem is een Belgisch voormalig acro-gymnaste. 

## Levensloop
Van Maldeghem was actief bij Sportac'86.
Op de wereldkampioenschappen van 1988 te Antwerpen behaalde ze samen met Mariska Willems en Els De Jaeger een 4e plaats in de discipline allround.  Dit WK fungeerde tevens als Europese kampioenschappen waardoor ze brons behaalden in deze discipline.